# 221 Eos
A 221 Eos a Naprendszer kisbolygóövében található aszteroida. Johann Palisa fedezte fel 1882. január 18-án.